# حنا غريب

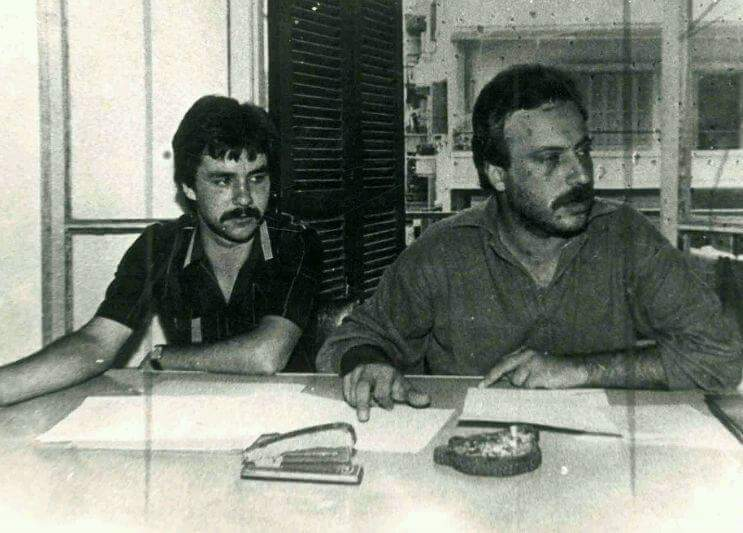
غريب في اتحاد الشباب الديموقراطي اللبناني.

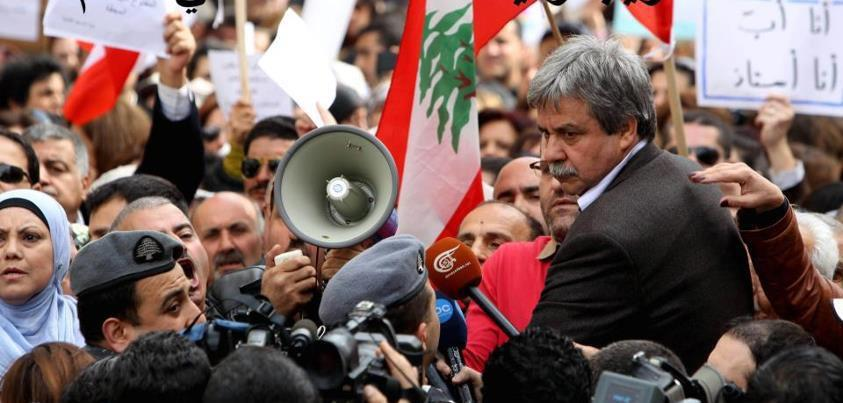
غريب يقود مظاهرة للمعلمين والموظفين العموميين.

حنا غريب (مواليد 28 سبتمبر 1953) سياسي لبناني، والأمين العام الحالي للحزب الشيوعي اللبناني.

## النشأة والتعليم
ولد غريب في أيلول (سبتمبر) 1953 في مدينة طرابلس في شمال لبنان، فهو ابن أسرة فقيرة مكونة من ستة أطفال. كان والده جنديا في الجيش اللبناني. بعد تقاعد والده من الجيش انتقلت العائلة إلى بلدته رحبة في قضاء عكار في الشمال حيث التحق بالمدرسة الابتدائية والثانوية الرسمية.
خلال هذه الفترة انضم إلى اتحاد الشباب الديمقراطي اللبناني وهو منظمة شبابية علمانية يسارية حيث اجتمع مع الشيوعيين الذين جذبوه بأفكارهم عن العدالة الاجتماعية والمساواة. واصل دراسته الجامعية في الجامعة اللبنانية في بيروت حيث درس الكيمياء في كلية التربية.

## المسيرة المهنية
بعد التخرج أصبح غريب مدرسًا عامًا في الكيمياء أولا في مدينة صيدا في الجنوب حيث درس إبراهيم الأمين المدير العام الحالي لصحيفة الأخبار. بعد ذلك انتقل إلى التعليم في بيروت في القطاعين العام والخاص. ظل مدرسا نشطا على الرغم من العبء الكبير الذي كان عليه بعد أن أصبح زعيما لعصبة معلمي المرحلة الثانوية العامة وفي وقت لاحق منسق لجنة تنسيق النقابة التي شكلت بين اتحاد ورابطات المعلمين العامين والخاص والموظفين العموميين. تحت قيادته نظمت النقابات مظاهرات مستمرة تطالب بزيادة الأجور واقتراح ضرائب تدريجية وزيادة الضرائب على المصالح والشركات العقارية. استمرت الحركات الشعبية من عام 2012 حتى عام 2015 مع أعمال متنوعة بما في ذلك الاعتصامات والمظاهرات والإضرابات العامة. بالإضافة إلى القصور الحكومية والرئاسية ووزارة المالية ووزارة التربية والتعليم فقد وصلت المظاهرات إلى الموانئ الاقتصادية للبلاد مثل الميناء البحري والمطار.
بسبب الخطاب المتصاعد والعمل ضد الحكومة واستمرار المواقف بشأن حقوق المدرسين والموظفين شكلت الأحزاب السياسية الموالية للحكومة تحالفا كبيرا في انتخابات نقابة المعلمين لهزيمة حنا غريب ونجحوا في ذلك بعد تشكيل قائمة بدعم من 11 حزبا ضد قائمة غريب التي حصلت على 46% من الأصوات على الرغم من كل الصعاب. أنهى ذلك مهنة غريب في قيادة النقابات.
خلال هذه الفترة كان غريب عضوا بارزا في الحزب الشيوعي اللبناني حيث رفع في صفوفه إلى لجنته المركزية ثم مكتبه السياسي لفترتين. مع تزايد الحضور الجماهيري والتغطية الإعلامية كان شخصية عامة معروفة في لبنان خاصة بين الشيوعيين ومؤيدي اليسار. بعد المؤتمر الحادي عشر للحزب في أبريل 2016 انتخب غريب بالإجماع بوصفه الأمين العام للحزب. يعتبر الزعيم السابع للحزب بعد فؤاد الشمالي وفرج الله الحلو ونيقولا شاوي وجورج حاوي وفاروق دحروج وخالد حدادة.
أُعيدَ انتخاب حنا غريب بالتزكية لمنصب الأمين العام للحزب في المؤتمر الثاني عشر للحزب في شباط من العام 2022. 

## الحياة الشخصية
حنا غريب متزوج من وفاء بيطار ابنة إسبر بيطار الذي كان واحدا من الشخصيات التاريخية للحزب الشيوعي اللبناني. لديه ابن وابنة اسمهما وليد وحلا.

## وصلات خارجية
- الأمين العام للحزب الشيوعي اللبناني حنا غريب: اليسار لم يكن جاهزا لمواكبة الثورات الشعبية في المنطقة العربية